# محمد الشروقي
محمد إبراهيم الشروقي (مواليد 23 يوليو 1952

) سياسي واقتصادي بحريني.

## السيرة
ولد في مدينة الحد في 23 يوليو 1952. تخرج مدرسة الهداية الخليفية الثانوية عام 1971. درس في جامعة الكويت. حصل على شهادة في مجال الإدارة وتطوير المنتجات من جامعة هارفرد بالولايات المتحدة الأميركية. التحق بالكثير من الدورات في الإدارة المتقدمة في نيويورك ولندن وأثينا وسنغافورة. عمل في شركة ألمنيوم البحرين من 1973 إلى 1976. التحق بالعمل في سيتي بنك عام 1976 بدائرة التداول بالنقد الأجنبي وتطور في العمل إلى درجة رئيس القسم. شغل منصب مدير عام سيتي بنك البحرين عام 1986. يشغل حاليا منصب العضو المنتدب والإقليمي لسيتي بنك الخليج والشرق الأوسط. تم تعيينه عضوا في مجلس الشورى من 2002 إلى 2006.